# Веретени
Веретени — деревня в центральной части Порховского района Псковской области. Входит в состав сельского поселения «Туготинская волость».
Расположена в 12 км к юго-западу от города Порхов и в 3 км к юго-востоку от волостного центра Туготино на реке Веретенька.
Численность населения составляет 24 жителя (2000 год).